# Contrarrelógio júnior feminina no Campeonato Mundial de Estrada de 2019
A Contrarrelógio júnior feminina no Campeonato Mundial de Estrada de 2019 disputou-se em Yorkshire (Reino Unido) o 23 de setembro de 2019 sobre um percurso de 14 quilómetros, baixo a organização da União Ciclista Internacional (UCI).
A contrarrelógio foi vencida pela ciclista russa Aigul Gareeva da selecção nacional da Rússia, em segundo lugar Shirin van Anrooij (Países Baixos) e em terceiro lugar Elynor Bäckstedt (Grã-Bretanha).

## Percorrido
O percurso foi um circuito de 14 quilómetros pela cidade de Harrogate no condado de Yorkshire do Norte.

## Selecções participantes
Tomaram parte da Contrarrelógio júnior feminina 50 ciclistas de 31 nações.
| Equipes nacionais (31)- Bélgica U19 - Canadá U19 - Chile U19 - Chéquia U19 - Dinamarca U19 - Colômbia U19 - Espanha U19 - França U19 - Grã-Bretanha U19 - Alemanha U19 - Hungria U19 - República da Irlanda U19 - Itália U19 - Cazaquistão U19 - Letónia U19 - Lituânia U19 - Luxemburgo U19 - México U19 - Países Baixos U19 - Noruega U19 - Nova Zelândia U19 - Polónia U19 - Portugal U19 - África do Sul U19 - Rússia U19 - Eslovénia U19 - Suíça U19 - Eslováquia U19 - Suécia U19 - Ucrânia U19 - Estados Unidos U19 |
| |

## Classificação final
- As classificações finalizaram da seguinte forma:[5]

| \| Classificação geral \| Classificação geral \| Classificação geral \| Classificação geral \| Classificação geral \| \| Ciclista \| Ciclista \| Equipe \| Tempo \| \| \| ------------------- \| ------------------- \| ------------------- \| ------------------- \| ------------------- \| \| 1. \| Aigul Gareyeva \| Rússia U19 \| 22m16s \| \| \| 2. \| Shirin van Anrooij \| Países Baixos U19 \| + 4s \| \| \| 3. \| Elynor Bäckstedt \| Grã-Bretanha U19 \| + 11s \| \| \| 4. \| Camilla Alessio \| Itália U19 \| + 15s \| \| \| 5. \| Wilma Olausson \| Suécia U19 \| + 17s \| \| \| 6. \| Leonie Bos \| Países Baixos U19 \| + 21s \| \| \| 7. \| Zoe Ta-Perez \| Estados Unidos U19 \| + 26s \| \| \| 8. \| Sofia Collinelli \| Itália U19 \| + 36s \| \| \| 9. \| Megan Jastrab \| Estados Unidos U19 \| + 45s \| \| \| 10. \| Ella Wyllie \| Nova Zelândia U19 \| + 51s \| \| |                    |                    |        |
| |                    |                    |        |
| Fonte: ProCyclingStats |                    |                    |        |
| Classificação geral |                    |                    |        |
| Ciclista | Ciclista           | Equipe             | Tempo  |
| 1. | Aigul Gareyeva     | Rússia U19         | 22m16s |
| 2. | Shirin van Anrooij | Países Baixos U19  | + 4s   |
| 3. | Elynor Bäckstedt   | Grã-Bretanha U19   | + 11s  |
| 4. | Camilla Alessio    | Itália U19         | + 15s  |
| 5. | Wilma Olausson     | Suécia U19         | + 17s  |
| 6. | Leonie Bos         | Países Baixos U19  | + 21s  |
| 7. | Zoe Ta-Perez       | Estados Unidos U19 | + 26s  |
| 8. | Sofia Collinelli   | Itália U19         | + 36s  |
| 9. | Megan Jastrab      | Estados Unidos U19 | + 45s  |
| 10. | Ella Wyllie        | Nova Zelândia U19  | + 51s  |